# Jasper Steverlinck
 (octobre 2021).
La mise en forme du texte ne suit pas les recommandations de Wikipédia : il faut le « wikifier ».
Les points d'amélioration suivants sont les cas les plus fréquents. Le détail des points à revoir est peut-être précisé sur la page de discussion.
- Les titres sont pré-formatés par le logiciel. Ils ne sont ni en capitales, ni en gras.
- Le texte ne doit pas être écrit en capitales (les noms de famille non plus), ni en gras, ni en italique, ni en « petit »…
- Le gras n'est utilisé que pour surligner le titre de l'article dans l'introduction, une seule fois.
- L'italique est rarement utilisé : mots en langue étrangère, titres d'œuvres, noms de bateaux, etc.
- Les citations ne sont pas en italique mais en corps de texte normal. Elles sont entourées par des guillemets français : « et ».
- Les listes à puces sont à éviter, des paragraphes rédigés étant largement préférés. Les tableaux sont à réserver à la présentation de données structurées (résultats, etc.).
- Les appels de note de bas de page (petits chiffres en exposant, introduits par l'outil «  Source ») sont à placer entre la fin de phrase et le point final[comme ça].
- Les liens internes (vers d'autres articles de Wikipédia) sont à choisir avec parcimonie. Créez des liens vers des articles approfondissant le sujet. Les termes génériques sans rapport avec le sujet sont à éviter, ainsi que les répétitions de liens vers un même terme.
- Les liens externes sont à placer uniquement dans une section « Liens externes », à la fin de l'article. Ces liens sont à choisir avec parcimonie suivant les règles définies. Si un lien sert de source à l'article, son insertion dans le texte est à faire par les notes de bas de page.
- La présentation des références doit suivre les conventions bibliographiques. Il est recommandé d'utiliser les modèles {{Ouvrage}}, {{Chapitre}}, {{Article}}, {{Lien web}} et/ou {{Bibliographie}}. Le mode d'édition visuel peut mettre en forme automatiquement les références.
- Insérer une infobox (cadre d'informations à droite) n'est pas obligatoire pour parachever la mise en page.

Pour une aide détaillée, merci de consulter Aide:Wikification.
Si vous pensez que ces points ont été résolus, vous pouvez retirer ce bandeau et améliorer la mise en forme d'un autre article.
 (juin 2019).
Si vous disposez d'ouvrages ou d'articles de référence ou si vous connaissez des sites web de qualité traitant du thème abordé ici, merci de compléter l'article en donnant les références utiles à sa vérifiabilité et en les liant à la section « Notes et références ».
Jasper Steverlinck (né le 30 avril 1976 à Gand en Belgique) est un chanteur Belge - Flamand, guitariste et pianiste du groupe belge Arid.
Jasper et son groupe Arid ont été finalistes au "Humo's Rock Rally" en 1996. En 2000, Arid a sorti son premier album "Little Things of Venom" et la suite "All Is Quiet Now" en 2002. Arid a également joué plusieurs années au "festival Rock Werchter" à Werchter (Belgique).
En 2002, Jasper a également commencé une carrière solo; Son premier single, "Life on Mars" en 2003 a été un énorme succès. Le single est resté en tête du classement Ultratop 50 Official Singles en Belgique pendant 8 semaines. Son album solo "Songs of Innocence" a également culminé au numéro un pendant 5 semaines. En 2005, il est tombé malade de la toxoplasmose et n'a pas pu travailler longtemps. Il revient à la musique en 2008 avec le troisième album d'Arid "All Things Come in Waves". En 2012, Steverlinck s'est à nouveau concentré sur sa carrière solo en travaillant avec son frère. Il participe en 2009 au premier album On This Perfect Day du nouveau projet du compositeur et multi-instrumentiste hollandais Arjen Lucassen, Guilt Machine. Aux côtés de Chris Maitland (batterie, ex-Porcupine Tree), Lori Linstruth (guitare, ex-Stream of Passion) et Arjen Lucassen, il en est le chanteur principal.
Sa voix ressemble à la voix de Jeff Buckley ou Freddie Mercury, il a d'ailleurs enregistré une reprise de Killer Queen assez différente mais intéressante[réf. nécessaire].

## Culture Populaire
En 2001, Jasper Steverlinck est allé travailler en tant qu'acteur de doublage quand il a endossé le rôle de Johnny dans le film Haunted Castle. En 2011-2012, il est devenu l'un des quatre entraîneurs de l'émission The Voice van Vlaanderen.

## Discographie

### Albums
- Songs of Innocence (2004)
- Uncut (2017), EP
- Night Prayer (2018)
- The Healing (2025)

### Singles
| Année | Single                                                       | Position / Top    | Position / Top    | Album              |
| Année | Single                                                       | BEL (Fl) Ultratop | BEL (Fl) Ultratip | Album              |
| ----- | ------------------------------------------------------------ | ----------------- | ----------------- | ------------------ |
| 2003  | "Life On Mars" (Jasper Steverlinck + Steven & Stijn Kolacny) | 1                 | —                 | Songs of Innocence |
| 2003  | "Let Her Down Easy" (Jasper Steverlinck & Steven Kolacny)    | —                 | 4                 | Songs of Innocence |
| 2004  | "It Must Be Love"                                            | —                 | 3                 | Songs of Innocence |
| 2005  | "Insensitive"                                                | —                 | 17                | Songs of Innocence |
| 2017  | "That's Not How Dreams Are Made"                             | 35                | —                 | Uncut              |
| 2017  | "Here's to Love"                                             | 6                 | —                 | Uncut              |
| 2017  | "Need Your Love"                                             | —                 | 6                 | Uncut              |
| 2018  | "My Day Will Come" (live)                                    | —                 | 37                |                    |
| 2018  | "One Thing I Can't Erase" (live)                             | —                 | 25                |                    |
| 2018  | "Turn the Tide" (live)                                       | —                 | 17                |                    |
| 2018  | "Broken"                                                     | —                 | 4                 | À venir            |
| 2018  | "So Far Away from Me"                                        | —                 | 4                 | À venir            |